# Pelagio Galvani
Pelagio Galvani, w polskiej literaturze jako Pelagiusz (zm. 30 stycznia 1230 w Montecassino) – hiszpański kardynał.

## Wczesne życie
Na temat jego pochodzenia i życia przed nominacją kardynalską brak pewnych informacji. Siedemnastowieczny historyk portugalski Antonio Macedo, autor dzieła Lusitania infulata et purpurata, twierdził, że był on Portugalczykiem, jednak w rzeczywistości bardziej prawdopodobne jest, że pochodził z hiszpańskiego królestwa Leonu; wskazują na to jego liczne udokumentowane powiązania (także rodzinne) z tym regionem. Przypuszczalnie wstąpił do zakonu benedyktynów, choć jedynym współczesnym źródłem wskazującym na to jest wzmianka obituarna w nekrologu opactwa Montecassino. Niewątpliwie był znawcą prawa kanonicznego, na co wskazuje jego częste zaangażowanie jako audytor w procesach w kurii rzymskiej, tytuł magisterski, współudział w redagowaniu konstytucji dla kapituły katedralnej w Leonie w 1224 oraz pozostawione przez niego glosy de Decretum Gracjana, jednak miejsce jego studiów nie jest znane.

## Kardynał
Prawdopodobnie w 1207 roku Innocenty III mianował go kardynałem diakonem S. Lucia in Septisolio. W 1211 został kardynałem prezbiterem S. Cecilia, a wiosną 1213 biskupem diecezji suburbikarnej Albano. Sygnował bulle papieskie wydane między 2 października 1207 a 26 stycznia 1230. Legat w Konstantynopolu 1213–1215; w trakcie tej legacji bezskutecznie próbował narzucić zwierzchnictwo Rzymu prawosławnemu greckiemu duchowieństwu. Uczestniczył w IV Soborze na Lateranie w 1215 oraz w papieskiej elekcji 1216. 1218-21 jako legat papieża Honoriusza III dowodził V krucjatą. Pod jego naciskiem krzyżowcy dwukrotnie odrzucali korzystne propozycje pokojowe sułtana Egiptu Al-Kamila. Jego błędy, a zwłaszcza uporczywe dążenia do podboju całego Egiptu doprowadziły w ostateczności do klęski wyprawy. Następnie przez pewien czas pozostawał jeszcze w łacińskich posiadłościach na Wschodzie (Akkon, Cypr), zajmując się sprawami lokalnych kościołów. Pod koniec 1222 roku powrócił do pracy w kurii, gdzie reprezentował hiszpańskie interesy. Brał udział w papieskiej elekcji 1227; po wyborze kardynała Ugolino Conti di Segni na papieża Grzegorza IX (19 marca 1227) został nowym dziekanem Kolegium Kardynałów. Wspierał Honoriusza III i Grzegorza IX w sporze z cesarzem Fryderykiem II. Zmarł w klasztorze na Montecassino i tam został pochowany.